# چهاردهمین دوره جشن حافظ
چهاردهمین دوره جشن حافظ که توسط دنیای تصویر برگزار می‌شود، در ۲۲ خرداد ۱۳۹۳ با حضور بسیاری از چهره‌های سینمایی و تلویزیونی و در تالار وزارت کشور در تهران با اجرای بهاره کیان افشار و علی معلم برگزار شد. بهترین مجموعه تلویزیونی این دوره شاهگوش بود و در بخش بهترین فیلم سینمایی برنده نداشت.

## اطلاعات مراسم
چهاردهمین دوره جشن سینمایی و تلویزیونی دنیای تصویر (جشن حافظ ) با نام "شب مهتابی" در تاریخ ۲۲ خرداد ۱۳۹۳ در تالار وزارت کشور برگزار شد. در این دوره فیلم‌های اکران شده در ابتدا تا پایان سال ۱۳۹۴ و همچنین سریال‌های پخش شده در شبکه های تلویزیونی و شبکه نمایش خانگی از نوروز ۱۳۹۳ تا پایان نوروز ۱۳۹۴ مورد بررسی قرار گرفته‌اند.
علی معلم، دبیر جشن حافظ درباره چگونگی انتخاب فیلم‌ها برای داوری، توضیح داد: اگر می‌خواستیم تمامی آثار سال های ۱۳۹۰ تا ۱۳۹۲ را داوری کنیم، بیش از ۱۷۰ فیلم و ۱۱۵ سریال باید مورد قضاوت قرار می‌گرفتند، که این امکان وجود نداشت. به همین دلیل نحسی دوره سیزدهم و برگزار نشدن آن بماند بر گردن کسانی که مانع برگزاری‌اش شدند و به همین علت برای آثار سال ۱۳۹۰ که از داوری حذف شدند، دو جایزه ویژه هیات داوران در بخش تلویزیون و سینما به کسی که آن پروژه ها را نمایندگی می‌کنند، اهدا می‌شود.

## برندگان اصلی
برندگان جایزه در سطر نخست فهرست، به صورت بزرگ نوشته می‌شوند و با یک ستاره (*) نشان داده می‌شوند.

### بخش سینمایی
| بهترین فیلم - - جیب بر خیابان جنوبی – علی سرتیپی - حوض نقاشی – منوچهر محمدی - دربند – امیر سماواتی - گذشته – الکساندر ماله-گی - گناهکاران –فرامرز قریبیان - هیس! دخترها فریاد نمی‌زنند – پوران درخشنده - برنده نداشت | بهترین کارگردانی - اصغر فرهادی– گذشته* - سیاوش اسعدی – جیب بر خیابان جنوبی - پرویز شهبازی – دربند - فرامرز قریبیان – گناهکاران - مازیار میری – حوض نقاشی |
| بهترین فیلمنامه - پوران درخشنده – هیس! دخترها فریاد نمی‌زنند* - بهنام بهزادی – قاعده تصادف - اصغر فرهادی – گذشته - سام قریبیان – گناهکاران - مهدی کرمپور و محسن نقیبی – پل چوبی - امیررضا کوهستانی و مانی حقیقی – پذیرایی ساده - پیمان معادی – برف روی کاج‌ها - علی طالب آبادی – زندگی خصوصی آقا و خانم میم | بهترین بازیگر مرد - رضا عطاران – دهلیز و طبقه هساث * - بابک حمیدیان – هیس! دخترها فریاد نمی‌زنند و چ * - مهران احمدی– روز روشن - فرهاد اصلانی – به خاطر پونه و من مادر هستم - امیر جعفری – قاعده تصادف - رامبد جوان –گناهکاران - هومن سیدی – خط ویژه - مصطفی زمانی – جیب بر خیابان جنوبی - اکبر عبدی – رسوایی - حمید فرخ‌نژاد –زندگی خصوصی آقا و خانم میم - میلاد کی‌مرام –ملکه - فرامرز قریبیان –گناهکاران - مهران مدیری – پل چوبی - علی مصفا – گذشته - مهدی هاشمی – ضد گلوله |
| بهترین بازیگر زن - مهناز افشار – برف روی کاج‌ها* - نورا هاشمی – جیب بر خیابان جنوبی* - برنیس بژو– گذشته - پگاه آهنگرانی – دربند - پانته‌آ بهرام – روز روشن - نازنین بیاتی –دربند - نگار جواهریان –حوض نقاشی - هانیه توسلی– دهلیز - لیلا حاتمی – پله آخر - ترانه علیدوستی – پذیرایی ساده - طناز طباطبایی – هیس! دخترها فریاد نمی‌زنند - مهتاب کرامتی –زندگی خصوصی آقا و خانم میم - آنا نعمتی – یکی میخواد باهات حرف بزنه - یکتا ناصر – یکی میخواد باهات حرف بزنه | بهترین موسیقی متن - پیمان یزدانیان – جیب بر خیابان جنوبی* - فردین خلعتبری – گناهکاران - حسین علیزاده – آسمان زرد کم‌عمق - حمیدرضا صدری – خوابم می‌آد - کارن همایونفر – برف روی کاج‌ها |
| بهترین دستاورد فنی و هنری - عباس بلوندی (برای طراحی صحنه و لباس فیلم های چ و ملکه)* - ایرج رامین فر (برای طراحی صحنه و لباس فیلم استرداد) - جواد شریفی‌راد (برای جلوه های ویژه فیلم اخراجی‌ها) - هایده صفی‌یاری (برای تدوین فیلم بغض) - بهرام عظیمی (برای طراحی و ساخت تهران ۱۵۰۰) | بهترین فیلمبرداری - محمود کلاری – گذشته و استرداد - علیرضا برازنده – جیب‌بر خیابان جنوبی - هومن بهمنش – گناهکاران - حسین جعفریان – چ - علیرضا زرین‌دست – ملکه |
| جایزه ویژه هیئت داوران - فرامرز قریبیان – گناهکاران* | |

### فیلم‌ها با نامزدی متعدد
| تعداد نامزدی‌ها | فیلم                       |
| -------------- | -------------------------- |
| ۷              | گناهکاران                  |
| ۶              | جیب بر خیابان جنوبی        |
| ۶              | گذشته                      |
| ۴              | دربند                      |
| ۴              | هیس! دخترها فریاد نمی‌زنند  |
| ۳              | حوض نقاشی                  |
| ۳              | برف روی کاج‌ها              |
| ۳              | زندگی خصوصی آقا و خانم میم |
| ۳              | چ                          |
| ۳              | ملکه                       |
| ۲              | قاعده تصادف                |
| ۲              | پل جوبی                    |
| ۲              | پذیرایی ساده               |
| ۲              | دهلیز                      |
| ۲              | روز روشن                   |
| ۲              | خط ویژه                    |
| ۲              | یکی می‌خواد باهات حرف بزنه  |
| ۲              | استرداد                    |
| ۱              | طبقه هساث                  |
| ۱              | به خاطر پونه               |
| ۱              | من مادر هستم               |
| ۱              | رسوایی                     |
| ۱              | ضد گلوله                   |
| ۱              | آسمان زرد کم‌عمق            |
| ۱              | خوابم می‌آد                 |
| ۱              | اخراجی‌ها                   |
| ۱              | بغض                        |
| ۱              | تهران ۱۵۰۰                 |

| تعداد جایزه | فیلم                      |
| ----------- | ------------------------- |
| ۲           | گذشته                     |
| ۲           | هیس! دخترها فریاد نمی‌زنند |
| ۲           | چ                         |
| ۲           | جیب بر خیابان جنوبی       |
| ۱           | دهلیز                     |
| ۱           | طبقه هساث                 |
| ۱           | برف روی کاج‌ها             |
| ۱           | ملکه                      |
| ۱           | استرداد                   |
| ۱           | گناهکاران                 |
| ۱           | جرم                       |

### بخش تلویزیونی
| بهترین مجموعه تلویزیونی - شاهگوش – مهران برومند و سید محمد امامی* - آوای باران – محمد هاشمی‌‌اصل - پایتخت ۲ – الهام غفوری - پژمان – محسن چگینی - راستش را بگو – فاطمه سمرقندی                                                                                  | بهترین کارگردانی - سیروس مقدم – پایتخت ۲ و دیوار* - سید ضیاءالدین دری – کلاه پهلوی - محمدرضا آهنج – راستش را بگو - سروش صحت – پژمان - حسین سهیلی‌زاده – آوای باران - سامان مقدم – قلب یخی - داوود میرباقری – شاهگوش             |
| بهترین بازیگر مرد کمدی - محسن تنابنده – پایتخت ۲ و شاهگوش * - احمد مهران‌فر – پایتخت ۲ - پژمان جمشیدی – پژمان - حمیدرضا آذرنگ – شاهگوش - هومن برق نورد – دزد و پلیس - علیرضا خمسه – پایتخت ۲ - مجید مظفری – اولین انتخاب                                      | بهترین بازیگر زن کمدی - مرجانه گلچین – شاهگوش* - شقایق دهقان – دزد و پلیس - ریما رامین‌فر – پایتخت ۲ - سیما تیرانداز – دودکش - لاله اسکندری – اولین انتخاب                                                                      |
| بهترین بازیگر مرد درام - مهدی سلطانی – دیوار* - امین حیایی – کلاه پهلوی - مهران احمدی – آوای باران - داریوش ارجمند – یه تیکه زمین - حسن پورشیرازی – راستش را بگو - شهرام حقیقت دوست – خداحافظ بچه - محمدرضا شریفی‌نیا – بی قرار - دانیال عبادی – راستش را بگو | بهترین بازیگر زن درام - مهراوه شریفی‌نیا – خداحافظ بچه * - ستاره اسکندری – حیرانی - پریناز ایزدیار – زمانه - لعیا زنگنه – راستش را بگو - نیوشا ضیغمی – راستش را بگو - شقایق فراهانی –کلاه پهلوی - بهاره کیان افشار – کلاه پهلوی |
| بهترین فیلمنامه - مصطفی رستگاری – راستش را بگو* - پیمان قاسم‌خانی – پژمان - داوود میرباقری – شاهگوش - محسن تنابنده – پایتخت ۲ - سید ضیاءالدین دری – کلاه پهلوی - علیرضا کاظمی‌پور و سعید جلالی – آوای باران                                                    | |

### مجموعه‌ها با نامزدی متعدد
| تعداد نامزدی‌ها | مجموعه       |
| -------------- | ------------ |
| ۸              | راستش را بگو |
| ۷              | پایتخت ۲     |
| ۶              | شاهگوش       |
| ۵              | کلاه پهلوی   |
| ۴              | آوای باران   |
| ۴              | پژمان        |
| ۳              | اولین انتخاب |
| ۲              | دیوار        |
| ۲              | دزد و پلیس   |
| ۲              | یه تیکه زمین |
| ۲              | خداحافظ بچه  |
| ۱              | قلب یخی      |
| ۱              | دودکش        |
| ۱              | بی قرار      |
| ۱              | حیرانی       |
| ۱              | زمانه        |

| تعداد جایزه | مجموعه       |
| ----------- | ------------ |
| ۳           | شاهگوش       |
| ۲           | پایتخت ۲     |
| ۲           | دیوار        |
| ۲           | راستش را بگو |
| ۱           | خداحافظ بچه  |
| ۱           | مختارنامه    |

## جوایز دیگر
| جایزه ویژه جشن سیزدهم بخش سینما - مسعود کیمیایی – جرم*           | یک عمر فعالیت هنری - عبدالله اسکندری* |
| جایزه ویژه جشن سیزدهم بخش تلویزیون - داوود میرباقری – مختارنامه* | بهترین خواننده تیتراژ فیلم و مجموعه تلویزیونی - علیرضا قربانی – راستش را بگو * - مجید اخشابی– اولین انتخاب - محمد اصفهانی – یه تیکه زمین - سینا حجازی – خط ویژه - احسان خواجه امیری – آوای باران |